# Düsenjäger (Film)
Düsenjäger ist ein zwischen 1949 und 1953 gedrehter US-amerikanischer Fliegerfilm von Josef von Sternberg mit John Wayne und Janet Leigh als gegnerische Kampfpiloten der USA und der Sowjetunion, die sich ineinander verlieben. Aufgrund des Einschreitens des Produzenten Howard Hughes, der mehrfach neue Schnittfassungen verlangte, verzögerte sich die Premiere des Filmes bis 1957.

## Handlung
Kalter Krieg, Ende der 1940er, Anfang der 1950er Jahre. Ein sowjetischer Überläufer ist mit seinem Düsenjäger von seinem Stützpunkt im äußersten Osten Sibiriens über die Beringstraße geflogen und auf einem US-amerikanischen Flugplatz gelandet. Der Kommandant der in Alaska gelegenen Flugbasis, Air-Force-Colonel Jim Shannon, ist sehr erstaunt, als er dem Piloten gegenübersteht: es ist eine Frau! Sie heißt Anna Marladovna, ist Luftwaffen-Leutnant und darüber hinaus auch noch ausgesprochen hübsch. Zwar bittet Anna um politisches Asyl, ist aber nicht bereit, ihre alte Heimat zu verraten und militärische Geheimnisse auszuplaudern. Shannon soll deshalb im Auftrag Washingtons die Russin zuvorkommend behandeln, mit kapitalistischen Errungenschaften wie Steaks und Champagner verwöhnen und darüber hinaus versuchen, sie zu verführen. Tatsächlich verliebt sich das ungleiche Paar ineinander. Da er befürchtet, dass Anna angesichts ihrer mangelnden Kooperationsbereitschaft von den amerikanischen Behörden ausgewiesen werden könnte, beschließt Shannon kurzerhand, die hübsche Überläuferin ohne die notwendige Genehmigung der Air Force zu heiraten. Dann gehen die beiden Turteltauben erst einmal auf Hochzeitsreise nach Palm Springs.
Als Shannon wieder auf die Air Base zurückkehrt, informiert ihn sein Vorgesetzter Major General Black darüber, dass es sich bei seiner Frau aller Wahrscheinlichkeit nach um eine sowjetische Spionin handele, die ihn und die Militärbasis auskundschaften solle. Man entscheidet sich dafür, zunächst Annas Spiel mitzuspielen und ihr falsche Informationen zukommen zu lassen. Als Shannon eines Tages zu seiner Frau heimkehrt, um ihr mitzuteilen, dass die amerikanische Seite plant, sie für mehrere Jahre hinter Gitter zu werfen, um sie anschließend in die Sowjetunion auszuweisen, legt er ihr einen (ganz offensichtlich mit Shannons Vorgesetzten abgesprochenen) Alternativplan vor: Jim und seine Frau fahren zur Basis, stehlen einen Düsenjäger und starten Richtung Sibirien, bis sie über sowjetischem Territorium vor ihren amerikanischen Verfolgern in Sicherheit sind und auf Annas Heimatflugfeld landen. Annas Vorgesetzte heißen Leutnant Marladovna willkommen und kümmern sich sorgsam um ihr amerikanisches „Mitbringsel“ Shannon. Beide werden in ärmlichen Baracken untergebracht. Anna macht ihren Leuten klar, dass Jim Shannon tausend Mal mehr wert sei als die bei der Landung geschrottete US-Militärmaschine, denn er verfüge über reichlich Fachwissen, das den sowjetischen Konstrukteuren von großem Nutzen sein könne.
Während ihres Aufenthaltes in der UdSSR stellt Jim fest, dass seine Frau von ihm schwanger ist. Shannon wird von den Sowjets beauftragt, deren neue Maschine probezufliegen, um etwaige Mängel zu erkennen. Doch in Wahrheit will man ihn unter Drogen setzen, um alle Informationen über technische Neuerungen in amerikanischen Düsenjets herauszubekommen. Durch die Art der Fragen erfährt Jim, wie viel die Sowjets bereits wissen und wozu sie technisch imstande sind. Die Russen bekommen von ihm jedoch nur überholte Informationen heraus. Als Anna die Absicht ihres Mannes durchschaut, hat sie Angst um ihn, denn sie muss feststellen, dass sie Jim aufrichtig liebt und ihr überdies die kapitalistischen Annehmlichkeiten, mit denen Jim sie ganz offensichtlich erfolgreich „infiziert“ hatte, fehlen. Sie fürchtet, wenn sie weiterhin in der UdSSR bleibt, werden die Drogen Jims Kopf eines Tages derart beschädigen, dass er nicht mehr derjenige ist, in den sie sich verliebt hat. Ihre persönlichen Empfindungen beginnen das patriotische Pflichtgefühl und die Liebe zum Vaterland zu übertrumpfen. Die sowjetischen Apparatschiks spüren diesen Zwiespalt und stellen ihr einen parteitreuen Agenten zur Seite, der aufpassen soll, dass sie keine „Dummheiten“ anstellt. Anna schnappt sich daraufhin ihren Gatten, stiehlt einen sowjetischen Düsenjäger und fliegt, in atemberaubender Jagd von sowjetischen Verfolgern durch die Wolken gehetzt, wieder zurück in die Vereinigten Staaten.

## Produktionsnotizen
Düsenjäger entstand überwiegend zwischen Herbst 1949 und Frühjahr 1950, letzte Szenen (Nachaufnahmen) wurden im Mai 1953 abgeschlossen. Produzent und Geldgeber Howard Hughes verschwand in den kommenden Jahren mit mehreren Filmeditoren im Schneideraum, um das abgedrehte Material zu sichten, immer wieder umzuschneiden und mit Luftaufnahmen aufzufüllen. Daraufhin verzögerte sich die Weltpremiere bis zum 25. September 1957, als der Film erstmals in Los Angeles gezeigt wurde. Die Deutschlandpremiere erfolgte am 11. Juli 1958.
Die Bauten entwarf Albert S. D’Agostino, die Dekorationen besorgte Darrell Silvera. Knapp ein Dutzend Kameraleute besorgten zusätzliche und Luftaufnahmen, darunter William H. Clothier und Hans F. Koenekamp. Die Luftstunts im Düsenjäger besorgte Chuck Yeager. Drehbuchautor und Koproduzent Jules Furthman inszenierte als Second-Unit-Regisseur auch einige Szenen des Films.
Obwohl zuletzt (1957) aufgeführt, entstanden die Sternberg-Inszenierungen Macao (1950 gedreht, 1952 uraufgeführt) und Die Sage von Anatahan (1953) zeitlich nach Düsenjäger.
Für den großen Flugzeugfan Hughes war Düsenjäger eine Rückkehr zum Fliegerfilm, einem Genre, in dem er 1930 mit Höllenflieger einen überwältigenden Erfolg gelandet hatte.

## Kritiken
Die Kritiken im In- und Ausland zu diesem Produkt des Kalten Krieges waren verheerend, einige Beispiele:

„Jet Pilot ist der Film, den Howard Hughes produziert hatte, um einen neuen Hell’s Angels herzustellen. Es wurde ein Flop.“

Paimann’s Filmlisten resümierten: „Mit Spionage und echten Düsenjäger-Sensationen ein verstärkter ‚Eiserner Unterrock‘, aber weniger beschwingt in der Darstellung.“

„Blühender antikommunistischer Spionage-Unsinn mit exquisiten Flugaufnahmen, den Sternberg im Auftrag des exzentrischen Milliardärs Howard Hughes drehte und den dieser nach der Fertigstellung sieben Jahre lang bis zur Unkenntlichkeit bearbeiten ließ, ehe er ihn freigab.“

„1949/50 drehte er [Sternberg] schließlich das lachhafte Kalte-Kriegs-Produkt ‚Düsenjäger‘, das der spleenige Multimilliardär und Produzent Howard Hughes bis 1957 unter Verschluß hielt, um es mit nachträglichen Flugaufnahmen dramaturgisch aufzupeppen.“